# 坎南 (印第安納州)
坎南（英語：Canaan）是位於美國印地安納州傑佛遜縣的一個人口普查指定地區。

## 人口
根據2010年美國人口普查的數據，坎南的面積為0.80平方千米，當中陸地面積為0.80平方千米，而水域面積為0.00平方千米。當地共有人口90人，而人口密度為每平方千米112.5人。